# 13 Pułk Ułanów (Cesarstwo Niemieckie)
13 Królewski Pułk Ułanów (1 Hanowerski) (niem. Königs-Ulanen-Regiment (1. Hannoversches) Nr. 13)  – pułk kawalerii niemieckiej okresu Cesarstwa Niemieckiego.

## Charakterystyka
Pułk został sformowany 19 grudnia 1803. Stacjonował w Hanowerze . Wchodził w skład X Korpusu Armijnego .

 Wiosną 1914 był w strukturze 19 Brygady Kawalerii z 19 Dywizji Piechoty.
W wyniku mobilizacji, w sierpniu 1914 pułk osiągnął gotowość bojową i w składzie 19 Brygady Kawalerii z 9 Dywizji Kawalerii został wysłany na front zachodni.

## Bibliografia

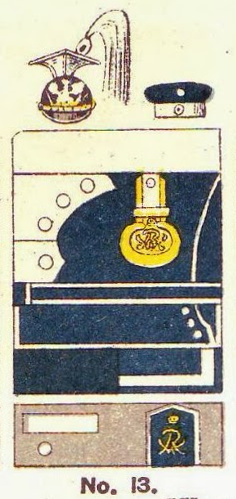
Oznaki pułku